# كريس كونوبكا
كريس كونوبكا (بالإنجليزية: Chris Konopka)‏ (14 أبريل 1985 في الولايات المتحدة - ) هو لاعب كرة قدم أمريكي في مركز حراسة المرمى. لعب مع سبورتينغ كانساس سيتي وفيلادلفيا يونيون ونادي بوهيميان ونادي تورونتو ونادي روس كاونتي ونيويورك ريد بولز وووترفورد يونايتد وSporting Fingal F.C. ‏ وToronto FC II ‏ وJersey Falcons ‏.

## روابط خارجية
- كريس كونوبكا على موقع الدوري الأمريكي (الإنجليزية)
- كريس كونوبكا على موقع قاعدة بيانات كرة القدم.إي يو (الإنجليزية)
- كريس كونوبكا على موقع Soccerway.com (الإنجليزية)
- كريس كونوبكا على موقع AS.com (الإسبانية)